# Jelena Andrejewna Kisseljowa
Jelena Andrejewna Kisseljowa (russisch Елена Андреевна Киселёва; * 15. Oktoberjul. / 27. Oktober 1878greg. in Woronesch; † 6. Juli 1974 in Belgrad) war eine russische bzw. jugoslawische Malerin.

## Leben
Kisseljowa, Tochter des Mathematikers Andrei Kisseljow, besuchte in Woronesch Lew Solowjows Zeichenschule und dann das Marien-Gymnasium, das sie mit der Goldmedaille abschloss. Ab 1896 studierte sie in St. Petersburg in der Mathematik-Fakultät der Höheren Bestuschew-Kurse für Frauen, um 1898 an die Kaiserliche Akademie der Künste zu wechseln.
Ab 1900 studierte Kisseljowa im Atelier Ilja Repins, der sie ab 1903 zusammen mit Jewgenija Maleschewskaja das Diorama mit der Versammlung bei Peter I. anlässlich des 200-jährigen Bestehens St. Petersburgs anfertigen ließ. Das Studium an der Akademie schloss sie 1907 mit dem Gemälde „Bräute. Dreifaltigkeitstag“ ab, für das sie zur Künstlerin ernannt wurde und ein Auslandsstipendium erhielt. Darauf lebte sie 1908–1910 in Paris und besuchte die Académie Julian. 1911 reiste sie in Italien.
Ab 1904 beteiligte sich Kisseljowa wiederholt an verschiedenen russischen Ausstellungen und auch an Ausstellungen in München (1909) und Rom (1911). Als erste Frau wurde sie 1910 Mitglied der Gesellschaft der Architekten und Künstler. Mehrmals gewann sie Preise im Kuindschi-Wettbewerb.
Von 1905 bis 1908 war Kisseljowa mit Nikolai Alexandrowitsch Tscherny-Perewertanny, dem Sohn des Woronescher Stadtgerichtsvorsitzenden, verheiratet.
In 2. Ehe heiratete Kisseljowa 1915 den Physiker Anton Bilimowitsch (1879–1970), der gerade ordentlicher Professor des Lehrstuhls für Angewandte Mathematik der Kaiserlichen Neurussischen Universität in Odessa geworden war und mit dem sie nun in Odessa lebte. Im Mai 1917 wurde ihr Sohn Arseni geboren.
Nach der Oktoberrevolution im Bürgerkrieg blieb  Kisseljowa mit ihrer Familie zunächst in Odessa. Als sich die Ukrainische Sozialistische Sowjetrepublik etablierte, emigrierte die Familie nach Jugoslawien und ließ sich in Belgrad nieder, wo ihr Mann eine Anstellung an der Universität Belgrad fand. Die Familie erhielt 1926 die jugoslawische Staatsbürgerschaft und wohnte in einem eigenen Haus.
Kisseljowa malte weiter Porträts, städtische und dörfliche Landschaften und auch Wandbilder und Ikonen (bis 1930). Sie beteiligte sich an russischen Kunstausstellungen in Belgrad (1928, 1930, 1933) und in Prag (1935).
Im Zweiten Weltkrieg nach der Besetzung Jugoslawiens durch die deutsche Wehrmacht wurde Kisseljowas einziger Sohn mit seiner Frau 1942 verhaftet und in ein deutsches Konzentrationslager eingeliefert. Er starb kurz nach der Rückkehr aus dem Konzentrationslager 1944.
In der Mitte der 1960er Jahre begannen Woronescher Kunsthistoriker einen Briefwechsel mit Kisseljowa. Anlässlich ihres 90. Geburtstags fand 1969 in Woronesch eine Ausstellung mit 50 ihrer Werke statt. Das Woronescher Kunstmuseum erwarb einige ihrer Werke aus Privatsammlungen, und Kisseljowa schenkte ihm einige Werke. Anlässlich ihres Todes richtete das Kunstmuseum einen Saal mit 30 ihrer Werke ein.
In der ersten Kisseljowa-Retrospektive Das Elegante Jahrhundert in Moskau (17. Dezember 2016–12. März 2017) des Museums des Russischen Impressionismus wurde auch das 1913 in Paris gemalte Porträt ihrer Schwester gezeigt, das in Woronesch die Gioconda genannt wurde.

## Werke

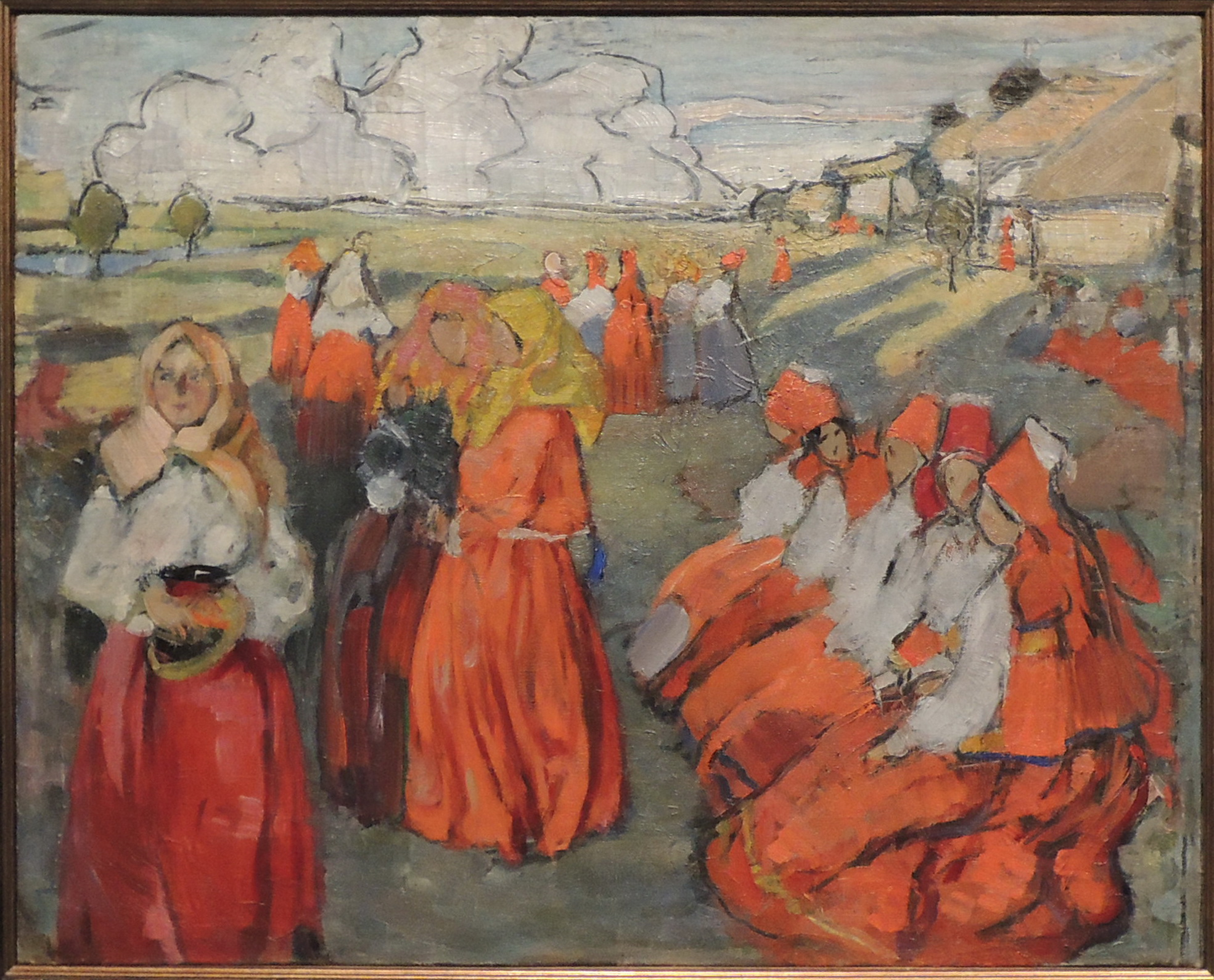
Dreifaltigkeitstag (Entwurf, 1907, Kunstmuseum Woronesch)
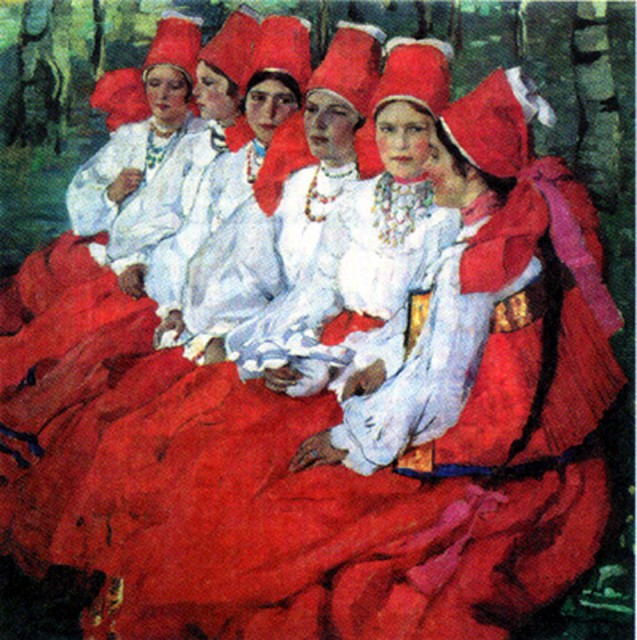
Bräute. Dreifaltigkeitstag (1907. Forschungsmuseum bei der Russischen Kunstakademie)
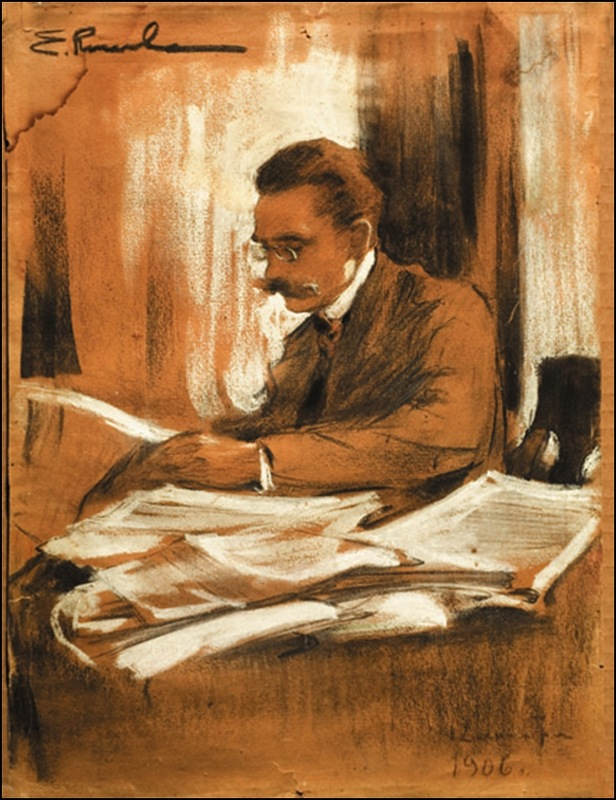
Andrei Kisseljow (1906)
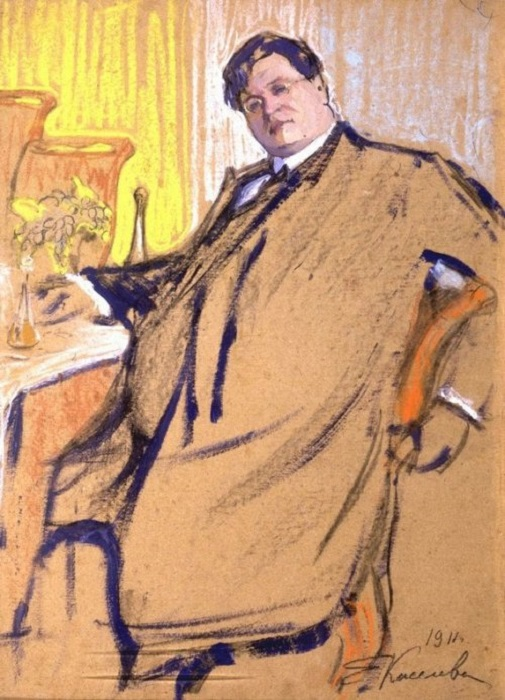
Pawel Schtschogolew (1911, Russisches Museum)
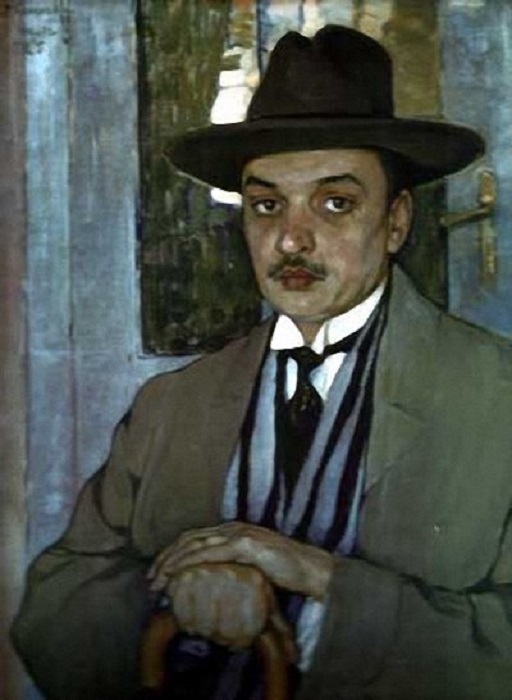
Anton Bilimowitsch (1913)